# Нова Весь (гміна Старожреби)
Нова Весь (пол. Nowa Wieś) — село в Польщі, у гміні Старожреби Плоцького повіту Мазовецького воєводства.
Населення — 285 осіб (2011).
У 1975-1998 роках село належало до Плоцького воєводства.

## Демографія
Демографічна структура станом на 31 березня 2011 року:
|          | Загалом | Допрацездатний вік | Працездатний вік | Постпрацездатний вік |
| -------- | ------- | ------------------ | ---------------- | -------------------- |
| Чоловіки | 134     | 26                 | 89               | 19                   |
| Жінки    | 151     | 33                 | 80               | 38                   |
| Разом    | 285     | 59                 | 169              | 57                   |